# Святая Канавка
Святая Канавка (также Богородичная Канавка, Канавка Пресвятой Богородицы или просто Канавка) — одна из наиболее известных святынь Дивеевского монастыря. По религиозным свидетельствам, 25 ноября 1825 года иеромонаху Саровского монастыря, основателю и покровителю Дивеевской женской обители Серафиму Саровскому было видение Богородицы, которая повелела ему создать новую — Мельничную девичью общину, назвав сестёр, которых следует взять в неё из уже существующей здесь Казанской общины, и обнести её Канавкой.
Преподобный указал сёстрам новой общины место для Канавки, следуя по тропе, по которой ступала Богородица в его видении. По утверждению Серафима Саровского, эта Канавка должна стать защитой от Антихриста, по силе равной одновременно и Афону, и Иерусалиму, и Киеву. Серафим Саровский начал трудиться над созданием святой Канавки в июне 1829 года, работы сестёр над ней продолжались ещё несколько лет. Впоследствии расположение Канавки и её форма менялись, в советское время она была практически заброшена, но в конце XX — начале XXI века восстановлена в соответствии с первоначальным планом. Со святой Канавкой связаны православные церковные традиции и народные поверья.

## Внешний вид

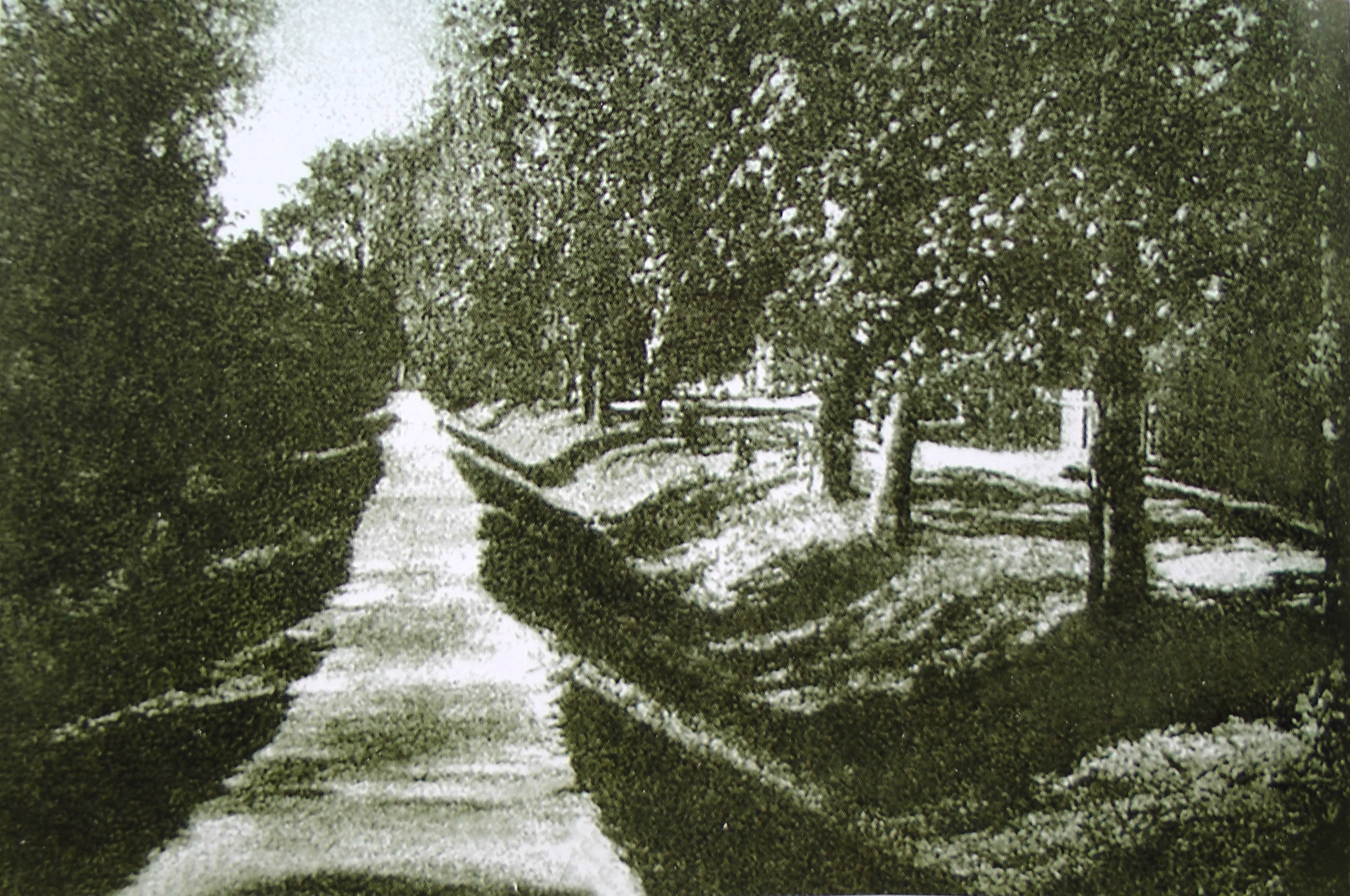
Канавка в первые годы XX века. Восстановлена во времена игуменства Марии (Ушаковой)

Канавка представляет собой в настоящее время земляное сооружение, состоящее из рва и насыпи с внутренней стороны. Она ограничивает территорию так называемой первоначальной Мельничной женской общины размером три десятины и состоит из шести прямолинейных отрезков (первоначально — с резкими поворотами). В монастырских рукописях размеры канавки указывались как три аршина глубины, три — ширины, три аршина — высота вала вблизи неё, но во времена самого Серафима глубина достигала только одного или двух аршин. В ходе работ по реконструкции Канавки доктору геолого-минералогических наук Н. С. Чернышёву удалось установить, что ширина дна была первоначально 1,2 метра, откосы рва были почти отвесными с наклоном к линии горизонта 80°, что вело к слабой их устойчивости. С бортов рва обваливались и смывались с вала песчано-глинистые грунты, которые заполняли дно. Крутизна первоначального вала была, как предполагает Чернышёв на основе изучения сохранившихся фрагментов, от 30 до 45°. Он сохранился только вдоль первой из шести прямых линий Канавки. Высота его сохранившейся части 0,5 метра, но, возможно, прежде она действительно достигала здесь 2,13 метра, то есть 3 аршина. Глубина рва и высота вала уменьшались по мере продвижения от начала к концу Канавки.
Сохранилось описание Канавки Стефана Ляшевского, относящееся к 1922 году: «Канавка была сделана четырёхугольником, и на углах нами были сделаны, по древнему обычаю, на столбах красивые резные башенки со вставленными в них иконами Богоматери, идущей по этой канавке. Башенки были съёмные и на ночь снимались сестрами. Подходя к ним, паломники крестились и кланялись». Внутри Канавки росли могучие и красивые деревья. По Канавке ходили паломники и монахини. Многие брали горсть земли с канавки, считалось, что она ограждала от дьявольских искушений. Утверждалось, что здесь осуществляется общение людей с небесными силами. Считалось, что на Канавке богомольцы видели Серафима Саровского и других святых. В темноте можно было столкнуться и с явлениями злых сил (видели однажды ночью «фигуру в два этажа ростом», вселяющую ужас), но они были здесь не опасны для верующих. 
Другое описание принадлежит Анатолию Тимофиевичу и относится к лету 1926 года: «Канавка представляла собой довольно большую насыпь с рвом наружу, поверх неё пролегала хорошо утрамбованная дорожка, обсаженная большими деревьями. Склоны канавки поросли травой и полевыми цветами, которые верующие собирают и хранят как святыню».

## История создания

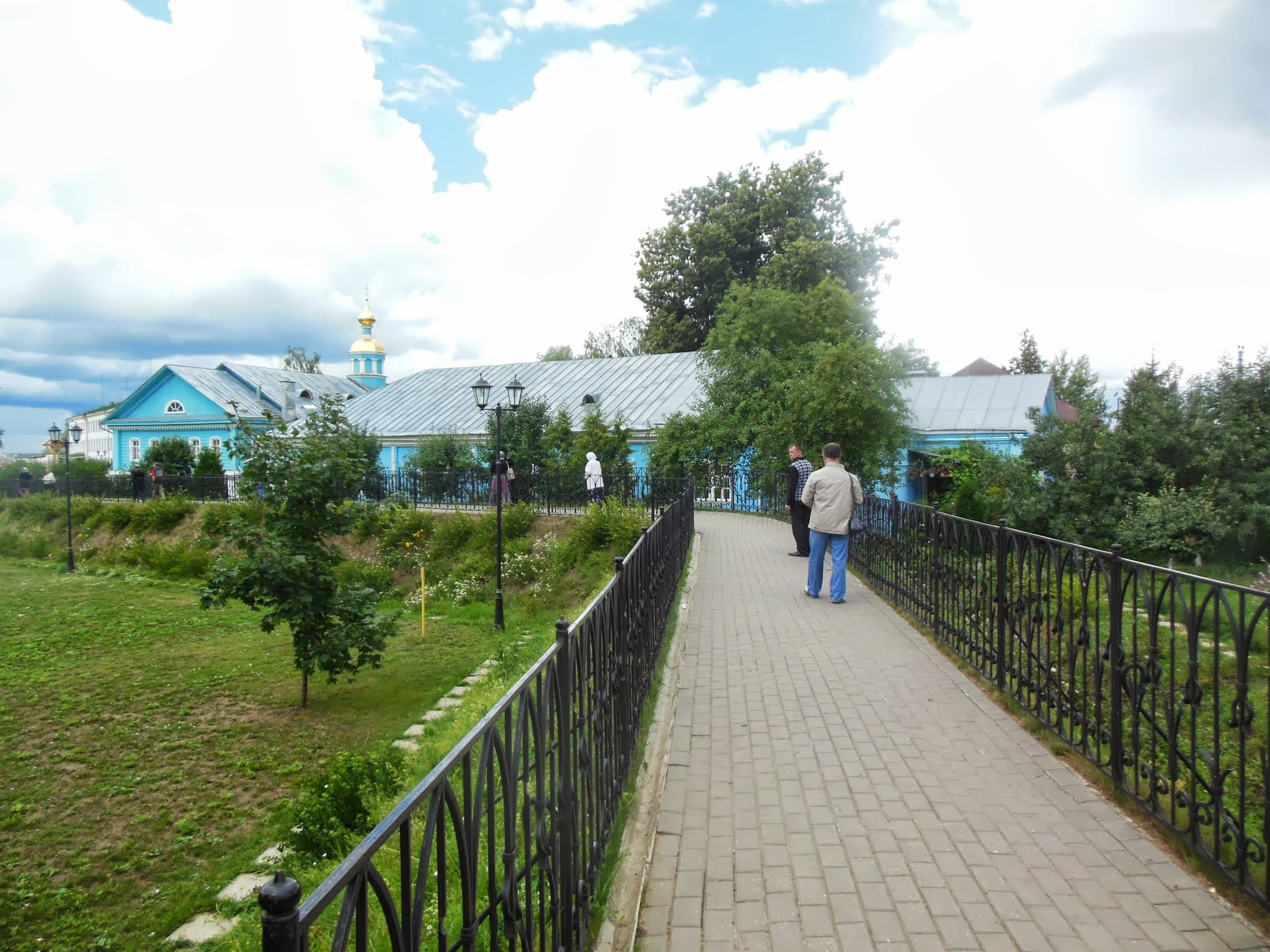
Святая Канавка

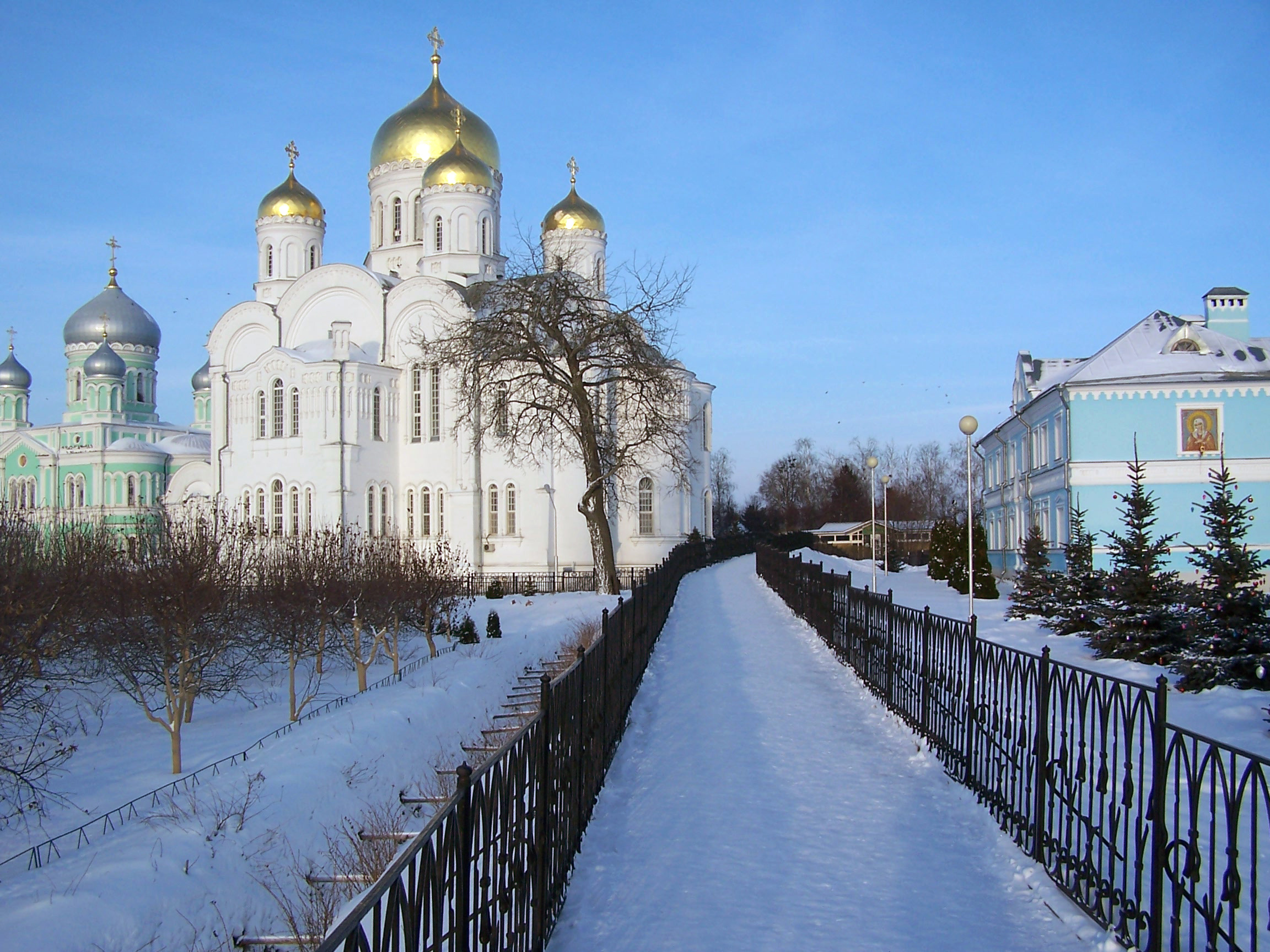
Святая Канавка зимой

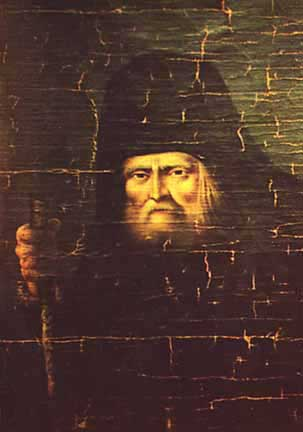
Серафим Саровский. Прижизненный портрет, до 1833

### Основание Мельничной девичьей общины
Создать Канавку Серафиму Саровскому, по его словам, повелела Богородица 25 ноября 1825 года. По одной версии, она обошла с ним вокруг всего её будущего участка площадью в три гектара. Серафим Саровский собирался оградить глубокой канавой шириной в 3 аршина участок земли, на котором помещалась Мельничная община. Канавку укреплял земляной вал с внутренней стороны. Помещик Николай Мотовилов — друг Серафима Саровского и его первый биограф — также рассказывал об обстоятельствах этого события со слов Серафима. По его утверждению, в чаще леса на берегу реки Саровки у своей дальней пустыньки ниже места, где прежде был Богословский колодец, Серафим увидел Божию Матерь, а позади неё апостолов Петра и Иоанна Богослова. Богоматерь, ударив жезлом в землю (вслед за этим из земли забил источник), дала ему указание устроить новую обитель, взяв из уже существующей Казанской общины восемь сестёр, причём назвала их по именам. Место для обители она определила на востоке села Дивеева «против алтаря церкви Казанского явления Своего, устроенного монахинею Александрою». Она объяснила Серафиму, как обнести это место канавою и валом.
Земля, предназначенная для общины, принадлежала господину Баташёву. Генеральша Вера Андреевна Постникова, урождённая Баташёва, приехала в Саров к Серафиму. Он попросил у неё эту землю для общины, Постникова обещала уступить её, взяв в свою долю наследства, но забыла сообщить об этом в конторе, осуществлявшей управление этой землёй. Серафим тогда попросил контору напомнить Постниковой, и вскоре было получено письменное заявление генеральши о пожертвовании одной десятины, а спустя некоторое время она вместо одной десятины подарила три.

### Создание Канавки
Начало создания Канавки датируется Великим постом 1829 года, когда пришло официальное распоряжение о пожертвовании Дивеевской обители трёх десятин земли по просьбе Серафима Саровского и в соответствии с обещанием генеральши Постниковой:

«Михаилу Васильевичу Мантурову, бывшему тогда в Сарове, батюшка дал кадочку мёда и приказал, чтобы все сёстры собрались и когда обойдут эту землю, то скушали бы мёд с мягким хлебом. Когда же начнут обходить эту землю, то ввиду глубокого снега запастись камешками и класть их между колышками, расставляемыми землемером. Отец Серафим говорил, что когда растает снег, колышки упадут и некоторые затеряются или их на другое место вода снесёт, а камешки останутся на своём месте. Приказание его было, разумеется, исполнено в точности.
Весной отец Серафим велел опахать эту землю сохой по одной борозде три раза, при этом должны были присутствовать Михаил Васильевич Мантуров, отец Василий и старшие сёстры. Землю опахивали по положенным по меже камешкам, так как многие колышки действительно затерялись или оказались на других местах. Когда же земля высохла совершенно, то отец Серафим приказал обрыть её Канавкою в три аршина глубины и вынимаемую землю бросать внутрь обители, чтобы образовался вал также в три аршина, говоря:
 — Вы и землю-то, когда роете, не кидайте так и никому не давайте, а к себе в обитель — и складывайте.
Для укрепления вала он велел насадить на нём крыжовник.
 — Когда так сделаете, — говорил батюшка, то никто через Канавку эту не перескочит…
Батюшка Серафим приказал вырыть Канавку, чтобы незабвенна была тропа, по которой ежедневно проходит Божия Матерь, обходя Свой удел»— Валентин Степашкин. Серафим Саровский
Сёстры общины долго медлили с работой над Канавкой, и Серафим сам приступил первым к земляным работам. Некоторые из двенадцати первых насельниц Мельничной общины утверждали в своих воспоминаниях, что сёстры, узнав об этом, прибежали к нему и бросились в ноги, но, поднявшись, увидели, что он исчез, и лежат только лопата и мотыга рядом со вскопанной на аршин землёй. Близкий друг Серафима священник Василий Садовский сообщал о создании Канавки:

«Рыли сёстры эту Канавку до самой кончины батюшкиной; к концу его жизни, по приказанию его, и зимою рыть не переставали; огонь брызгал от земли, когда топорами её рубили, но батюшка Серафим переставать не велел. Когда дело не шло на лад, то приказал хоть на один аршин или хотя бы и на пол-аршина рыть, только бы почин сделали, а там после дороют!»— Архимандрит Серафим (Чичагов). Летопись Серафимо-Дивеевского монастыря
Старец настаивал, что «Заступница всех христиан, всегда невидимо присутствовала лично, благословляя труд послушания их». Старица Феодосия Васильевна сообщала позже, что, страдая падучей болезнью, она пришла к Серафиму, который направил её в Дивеево рыть канаву, так как, по его словам, эту «Канаву Сама Царица Небесная Своим пояском измерила». Сестра Анна Алексеевна утверждала, что Серафим постоянно торопил сестёр с созданием Канавки, а сразу после её завершения скончался, «точно будто только и ждал он этого».
Серафим Саровский после завершения работ по созданию Канавки успел прислать цветочных семян для украшения канавки.

### Судьба Канавки

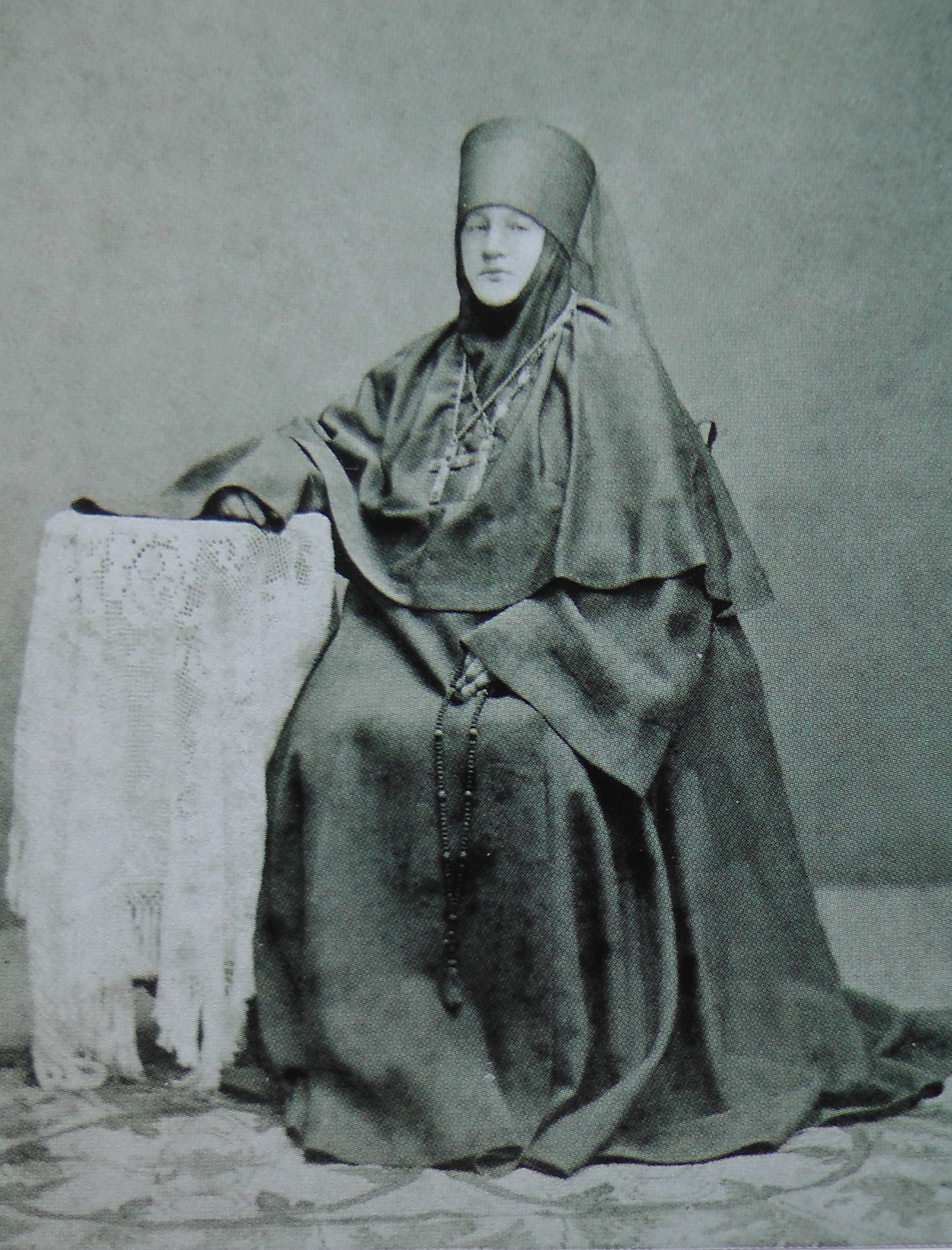
Игумения Мария (Ушакова), конец XIX века

Николай Мотовилов писал: «все сёстры её [Мельничной общины] собраны, как мне он сам изволил сказать, по личному назначению Самой Божией Матери только из одних девиц, а если и состоит при этой обители одна вдовица, то вроде работницы принята была и живёт для копки канавы и для поправки её за оградою обители близ Канавки, а вместе с сестрами, в числе коих по собственной особой воле Божией Матери вдовицы не должны быть принимаемы — никогда». Раз в сутки сам Мотовилов обходил Канавку Царицы Небесной. Когда же была гололедица и ходить по высокому валу было невозможно, «он становился на четвереньки и так на четвереньках и шёл по этому святому для него месту». Канавка упоминается в «Историческом описании Дивеевской Женской Общины 1839 года» — обитель «окружена вместо ограды земляною на пространстве 440 сажень канавой».
В 1842 году, объединив две общины, Иван Тихонов построил новые кельи задним фасадом к Канавке. Уход за ней прекратился, сама она стала быстро засыпаться грунтом. В 1850-е годы по ней ездили на лошадях и в экипажах, через Канавку были построены мостки. Такое развитие событий продолжалось до 1861 года, когда был создан Серафимо-Дивеевский монастырь, а его игуменьей в следующем году стала Елизавета Алексеевна Ушакова (в монашестве Мария). Мосты и переходы через Канавку были уничтожены, началась очистка её от сора, на запущенных участках был прокопан неглубокий ров и подсыпан вал. Эта Канавка, в отличие от первоначальной характеризуется в документах как «круглая» — в её углах имелись закругления. Чернышёв объясняет такую форму новым функционалом Канавки. Она перестала быть границей и превратилась в молитвенную тропу. Предполагается, что с этого времени начали посыпать дорожку по валу светлым песком. Вал к этому времени значительно уменьшился, а Канавка не имела первоначальной глубины и ширины (её обычная глубина составляла 50—90 сантиметров). Паломник в начале XX века вспоминал:

«Медленно двигались по ней безмолвные фигуры инокинь, перебирая чётки и тихо шепча молитвы. Канавка представляла собой довольно большую насыпь со рвом наружу, поверх неё пролегала хорошо утрамбованная дорожка, обсаженная большими деревьями. Склоны Канавки поросли травой и полевыми цветами, которые верующие собирают и хранят как святыню. Прошли по Канавке с молитвой и мы. Непередаваемо было ощущение умилённости, когда мы прикоснулись к этой благодатной тайне и как бы влились в поток душ человеческих»— Канавка Царицы Небесной. Путеводитель
Профиль и план второй Канавки, окончательное завершение которой Чернышёв относит к 70-м годам XIX века, не совпадали, по его мнению, с Канавкой Серафима Саровского. Сохранилась дореволюционная фотография, которая запечатлела вал вдоль неё. Он в два раза шире, чем Канавка (по подсчётам Чернышёва 4,5 против 2,3 метров). Праздничные процессии шли в то время не по валу, где было слишком узкое пространство, а с внешней стороны от Канавки. В начале XX века вдоль неё были высажены тополя и липы. Серафима (Булгакова) упоминала особое послушание для желающих стать монахинями в начале XX века: «чистить канавку».
В Дивееве существовало предание, что митрополит Серафим (Чичагов) благословил поставить новый собор у канавки, на одной линии с Троицким собором. Настоятельница Александра вопреки его мнению решили заложить собор за пределами канавки. Это стало причиной разрыва между ней и Серафимом. Собор так и не был достроен до революции.
В 1919 году монастырь был преобразован в трудовую артель. В 1925 году был составлен план Серафимо-Дивеевского монастыря в масштабе 1:2000, на котором хорошо видна Канавка. Начало её находилось в 10—15 метрах к северу от современного (напротив южной апсиды Преображенского собора). Данные плана были подтверждены свидетельствами современников и раскопами при строительстве современной Канавки. Конец её, судя по изображению на плане, также не совпадал с современным. Тогда он находился рядом с часовней, где хранились жернова. Современное окончание Канавки на пять метров дальше показанного на плане 1925 года. Н. С. Чернышёв на основе этих данных сделал вывод, что вторая по времени Канавка была на несколько метров длиннее первой. На плане отчётливо видны закруглённые сочленения линий Канавки.
В 1927 году обитель была упразднена. Канавку засыпали, через неё проложили гужевые, а затем и автомобильные дороги. После Великой Отечественной войны были проложены телефонные и электрические кабели, трубы водоснабжения и канализации, газа и теплосети. Большая часть рва и вала исчезла. В своём интервью архиепископ Русской церкви за рубежом Лазарь (Журбенко) тем не менее утверждал: «В 1966 году я был в Дивееве с тамбовскими и дивеевскими монахинями… На следующий день мы пошли на Казанский источник, потом матушка Анна (Троегубова) [правильно Трегуб — В. С.] провела меня по Канавке…». С. Н. Чернышёв в 1980 году смог обнаружить лишь отдельные небольшие фрагменты Канавки.
Канавка была восстановлена Дивеевским во имя Святой Троицы женским монастырём за семь лет (август 1997 — июль 2004 года), основные работы пришлись на 2003 год, в 2006 году был прорыт последний отрезок, оставленный прежде для прохода детей в расположенную рядом общеобразовательную школу. Работы велись вручную, с использованием наиболее примитивных приёмов и инструментов. Канавку было принято решение создавать «по завету преподобного». Она не совпадает с планом второй половины XIX века. По глубине и размерам Канавка соответствует замыслу самого Серафима Саровского, реализация которого в силу отсутствия технических возможностей была невозможна при его жизни в задуманном варианте. При этом соединения между сторонами закруглялись с малыми радиусами поворотов по образцу второй Канавки. Тропа вдоль рва была выложена бетонными кирпичами, вдоль вала установлена металлическая ограда, дно рва было забетонировано, для удержания крутых откосов рва были установлены во рву горизонтальные рейки-распоры из сосны сечением 7 × 7 см, на Канавке были освящены три мраморных креста и часовня, длина рва составила 775 метров, внутренняя территория — 2,995 десятины, что соответствует первоначальной территории Мельничной обители.

## Цели и значение Канавки

### Православная церковная и народная традиции почитания Канавки

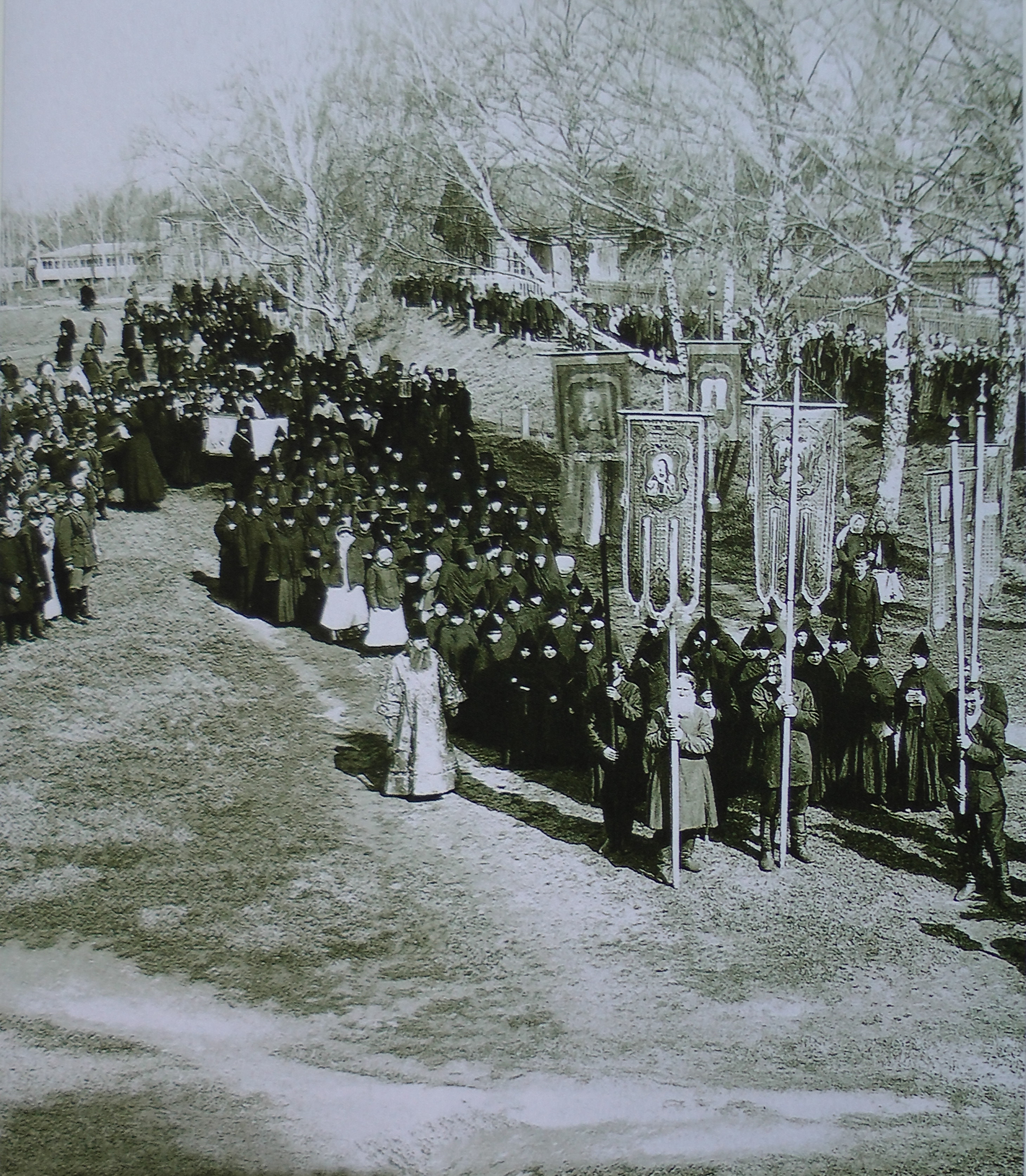
Крестный ход по Канавке, конец XIX века

Василий Садовский сообщал о значении, которое придавал Серафим Саровский созданию Канавки: «Много чудного говорил батюшка Серафим об этой Канавке. Так, что Канавка эта — стопочки Божьей Матери! Тут её обошла Сама Царица Небесная! Эта Канавка до небес высока! Землю эту взяла в удел Сама Госпожа Пречистая Богородица! Тут у меня, батюшка, и Афон, и Киев, и Иерусалим! И как антихрист придёт, везде пройдёт, и Канавки этой не перескочит!». Сохранились свидетельства сестёр Мельничной общины, утверждавших, что Серафим считал Канавку границами киновии, а за её пределами предвидел создание лавры.
Архимандрит Серафим вспоминал о своих ощущениях от посещения Канавки:

«Какое это было благодатное чудо: идти по Канавке с чётками в руках, читая 150 раз молитву „Богородице Дево, радуйся!“. Особенно под вечер, когда стихает вся дневная озабоченность и наступает полная тишина, и небо становится как-то ближе к земле, когда медленно движутся молящиеся по канавке, как будто бы это происходит не в наш суматошный век, а в древней Святой Руси. Русь создала сказание о Китеже-граде, это была её вековечная мечта — уйти от грешного мира. Но здесь была не мечта, а истинная реальность, здесь было истинное богообщение небожителей с людьми. На Канавке бывали истинные видения батюшки Серафима и других святых и праведных людей, здесь все жили духовной жизнью и духовными радостями. Здесь небо сходилось с землей!»— Архимандрит Серафим (Чичагов). Летопись Серафимо-Дивеевского монастыря. Летопись Серафимо-Дивеевского монастыря
Ежедневно вечером сёстры ходили по Канавке. Идя по ней, они произносили 150 раз молитву «Богородице Дево, радуйся…». На каждый десятый раз читали «Отче наш». Читалось также Богородичное правило преподобного Серафима (раздел 7.1 «Молитвы на Святой канавке»), поминались живые и умершие. Монахиня Серафима (Булгакова) уточняла: «а кто на послушаниях [совершали обход Канавки] — когда имеют свободное время», это, по её словам, одновременно была молитва и вечерняя прогулка. «Три дня Рождества и всю Светлую неделю не работали, а только ходили в церковь, по канавке, по пустынькам, а дома читали духовные книжки», — писала она в воспоминаниях.
В настоящее время церковь также воспринимает Канавку как сакральный объект — обход Канавки монахинями со священником входит как обязательный элемент в праздничные церковные службы.
Дореволюционные жития Серафима сообщали о многочисленных фактах исцеления, связанных с Канавкой: кучер повёз больную по канавке, затем вокруг собора и привёз к образу Божией Матери «Умиление», после чего она исцелилась; страдающий кожной болезнью мальчик опустился в Канавку, срывал траву и цветы, кладя их на голову, покрытую струпьями, приехав затем в Саров, искупался в источнике Серафима, а по возвращении домой полностью исцелился.
Софья Булгакова (в иночестве монахиня Серафима) писала, что крестные ходы по Канавке совершались с пением параклиса Божией Матери «Многими содержимь напастьми» после поздней литургии «на престольные праздники образу Божией Матери «Умиление», 28 июля, и в день памяти преподобного Серафима, 19 июля и 2 января, а также на день основания обители, 9 декабря, день Зачатия праведной Анны».
Подробное описание Канавки принадлежит протоиерею Стефану Ляшевскому, который оставил его в статье «Дивеев монастырь в мятежные годы», и паломнику Анатолию Тимофиевичу в статье «В Дивееве летом 1926 года».
В 1926 году дивеевские монахини описывали профессору Петроградского Бехтеревского института психиатрии Ивану Андреевскому «правило» Серафима Саровского так: обойти с чётками в руках трижды канавку, то есть по дорожке вокруг обители, и прочитать 150 раз «Богородицу» и 150 раз «Отче наш», затем помолиться обо всех родных и знакомых, как живых, так и мёртвых. После этого можно сказать своё самое сердечное, самое необходимое желание и оно непременно исполнится. Профессор упоминал и легенду, по которой один раз в сутки Богородица обходит Канавку. Когда одна из монахинь воскликнула: «Вот бы знать эту минуточку, когда Владычица обходит обитель по канавке!», то настоятельница посоветовала ей всё время жить так, как если бы Богородица проходила мимо неё. Иван Андреевский описывал своё состояние после третьего обхода канавки: «Меня вдруг охватила совершенно особенная духовная тихая, тёплая и благоуханная радость — несомненное убеждение всем существом в существовании Божием и в совершенно реальном с Ним молитвенном общении».
В настоящее время небольшая часть верующих обходит Канавку босиком, ещё более редкой практикой является обход на коленях. На праздник Успения Пресвятой Богородицы дорожку покрывают импровизированным ковром из свежескошенной травы и живых цветов. По такой дорожке во время крестного хода проносят плащаницу Божией Матери. Верующие разбирают траву и цветы, сушат и хранят как святыню. В конце Канавки обустроено место, откуда желающие могут взять горсть земли, которая воспринимается частью верующих как целебная. Ю. М. Шеваренкова настаивает, что данная традиция народного почитания действительно существовала, но была полностью прекращена к 100-летию канонизации Серафима Саровского, когда Канавка была переоборудована.

### Католическое духовенство о Святой Канавке
Католический священнослужитель и выпускник Парижского университета, церковный историк протоиерей Всеволод Рошко называл в своей книге о Серафиме Саровском три цели создания Канавки. Он отмечал, что Серафим считал назначением Канавки увековечить путь Божией Матери во время её посещения Дивеева. Поэтому верхний слой почвы, по которой она ступала, сохранили и переложили в ров; считалось, что прохождение по «тропинке Богородицы» со стопятидесятикратным прочтением «Богородице Дево, радуйся!» дарует особую благодать. Сооружение рва, по мнению Рошко, «на самом деле „изуродовало тропинку Пресвятой Девы“». Но основное назначение её, по мнению Рошко, — «обеспечение безопасности сестёр». Он ссылался на слова самого Серафима: «Воры-то и не перелезут». По мнению Рошко, опасность монахиням исходила от крестьян и шахтёров, живших по соседству. Он считал, что Серафим однажды сказал, что Дивеево «было вражье жилище, но Господь… дозволил мне прогнать всё сатанинское полчище», подразумевая именно эту опасность.

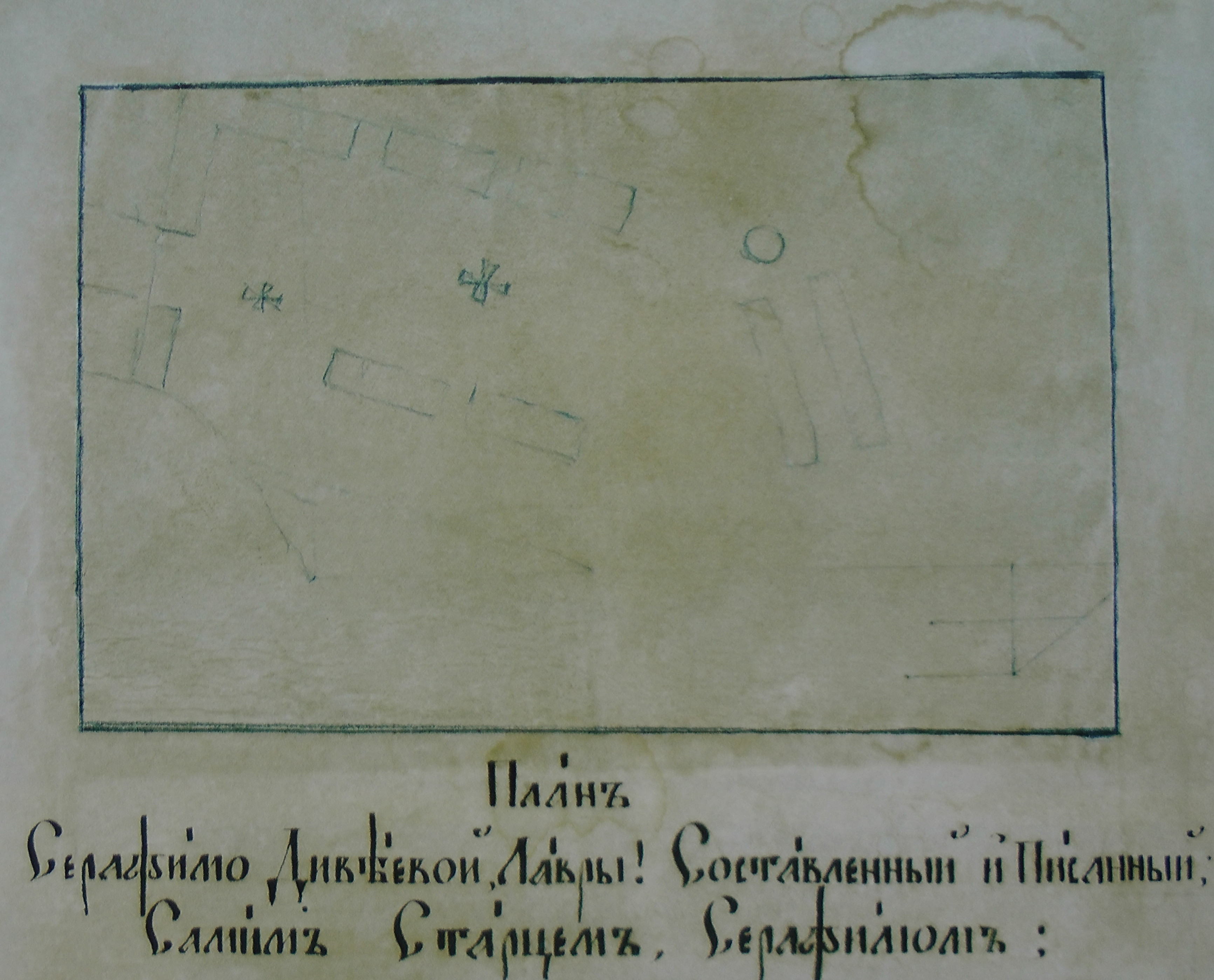
План Серафимо-Дивеевской лавры, составленный Серафимом Саровским, начало XIX века

Доказательством третьей цели Рошко считал слова Серафима: «Вы до Антихриста не доживёте, а времена антихриста переживёте» и «И как Антихрист придет, везде пройдет, и канавки этой не перескочит». Серафим имел в виду, по мнению Рошко, не Антихриста с большой буквы, а Иоасафа (Ивана Тихонова, 1801—1884 годы, послушника Саровского монастыря, а с 1848 года монаха и священника, стремившегося представить себя близким Серафиму человеком). Кельи и земельные участки сестёр были разбросаны по всему Дивееву, для работы и молитвы же обе общины часто объединялись. Настоятельница Казанской общины легко поддавалась влиянию Ивана Тихонова, поэтому Мельничная община утратила бы автономию, если не была бы отделена Канавкой. В 1841 или 1842 году Иоасаф пытался заставить монахинь Мельничной общины по очереди признать перед крестом и Евангелием, что Серафим поручил ему заботу о них. В 1842 году он даже добился объединения двух общин (их в это время официально признала церковная власть), положив этим конец автономии Мельничной общины. После этого Тихонов перенёс мельницу на новое место, снёс кельи сестер и трапезную и навёл через Канавку мосты.
Рошко отмечал, что расположение Канавки не указано на нарисованном Серафимом плане лавры. По мнению Рошко, в описании событий 1861 года Канавка упоминается лишь как символ. Одна из сестёр, впадавшая в юродство, призвала сестёр укрепиться за Канавкой и воззвать к ней: «Канавка, Канавка! Возопий за нас до Неба!». Ни одна монахиня не сделала этого. Все, по утверждению Рошко, понимали, что это символический образ, свойственный юродивым. Он считал, что после 1861 года Канавка была восстановлена по «чисто благочестивым побуждениям».

### Светская традиция изучения Канавки
Кандидат филологических наук Ю. М. Шеваренкова писала, что легенда о святыне едина для книжной церковной и для фольклорной религиозной традиции. Культ же Канавки существенно различается в церковной и народной среде: монахини ограничиваются её обходом, а народный культ строится по языческим «законам», связан с почитанием земли и деревьев и представляет спектр манипуляций с этими предметами. В самом создании Канавки Шеваренкова усматривала отголоски магического ритуала опахивания селения во время эпидемий и эпизоотий. Обряд обхода, по её мнению, осуществляется на разных уровнях: на высшем — мифологическим покровителем монастыря — Богородицей, цель его — защитить святую обитель; обряд совершается монахинями и священником (церковный уровень), это — ежедневное символическое завершение церковной службы; на низшем же уровне обряд совершается рядовыми верующими и направлен на разрешение собственных жизненных проблем (для избавления от грехов, поэтому может сопровождаться дополнительными условиями, например, наличием тяжёлых сумок, для очистительных и медицинских целей).
Шеваренкова находила в функционировании Канавки отголоски культа стопы как заместителя человека, параллель с обрядом опоясывания храма (дома, селения) «с продуцирующей, поминальной и защитной целью», намёк на особенности сооружения языческих святилищ, по границе которых возводился частокол, земляные валы и неглубокие канавки для символической защиты святого места от злых сил. Поклонение деревьям с Канавки включает манипуляции с их корой, ветвями или листьями, которое может осуществляться непосредственно в святом месте (к деревьям нужно прислониться больной частью тела; съесть кусочек смолы с коры; умываться дождевой водой из ствола упавшего гнилого дерева) и в домашних условиях (из коры и листьев заваривают чай, сорванные ветки прикладывают к больным местам, изготавливают из собранных щепок нательные кресты). Шеваренкова отмечала, что «земляной» культ Канавки выражен слабее: землю из-под деревьев прикладывают к больным местам, кладут под подушку детям и обсыпают ею дом.
Исследовательница указывала, что в среде духовной и светской интеллигенции распространено философско-символическое понимание Канавки — как способ познания, способ приобщения к высокому, к Серафиму Саровскому, «пророческий национальный образ будущей России».
Доктор филологических наук А. Б. Мороз видел в почитании Канавки Серафима Саровского отражение понятия иерофании. Он считал правилом, что в местах, где, согласно житию или легенде, проявил себя святой, «существует традиция буквального и детального наложения легенды и шире — комплекса нарративов (народного жития) на местный ландшафт». В частности, с его точки зрения, видение Богородицы привело к созданию в этом месте Канавки. Она стала одним из наиболее значимых сакральных объектов Дивеевской обители. По ней и в настоящее время проходят паломники, повторяя путь Богородицы, с надеждой получить исцеление.

## Иконография
Иконописные изображения на сюжеты, связанные с Канавкой, редки и практически всегда связаны с Дивеевом. Среди них клеймо складня «Преподобный Серафим Саровский начинает копать Канавку», который был создан 1920-е годы в иконописной мастерской Серафимо-Дивеевского монастыря. Изображение выполнено маслом по дереву и левкасу, находится в Троицком Серафимо-Дивеевском женском монастыре. На ещё одном иконописном образе — аналойном, созданном в начале XX века и находящемся в частном собрании, — удачно переданы «предрассветное небо, удивление и радость послушницы, увидевшей старца». В композицию иконы введена и реальная историческая деталь — жернова «мельницы-„питательницы“», которые изображены на дальнем плане.
В больничном храме в честь иконы Божьей Матери «Целительница» в Дивееве находятся две фресковые росписи на тему Канавки: «Явление на Канавке Пресвятой Богородицы Серафиму (Звездинскому)» и «Исцеление хромого на Канавке».

## Комментарии
1. ↑  Противоположное мнение высказывал С. Н. Чернышёв. По его мнению, на чертеже, выполненном Серафимом Саровским, просматриваются едва заметные очертания святой Канавки, а на углах её поворотов поставлены точки, вдавленные в бумагу — Чернышёв С. Н. Святая Богородичная канавка / Рецензенты: д. т. н. В. И. Теличенко, д. ф.-м. н. А. Б. Ефимов.. — Дивеево: Свято-Троицкий Серафимо-Дивеевский женский монастырь, 2018. — С. 27, 29. — 344 с. — 5000 экз. — ISBN 978-5-93528-034-5..